# رايموند يفبفر (عداء مسافات طويلة)
رايموند يفبفر (بالفرنسية: Raymond Lefebvre)‏ هو عداء مسافات طويلة فرنسي، (و. 1908  م).

## وصلات خارجية
- رايموند يفبفر على موقع أوليمبيديا (الإنجليزية)